# Les Enfants de Timpelbach
Les Enfants de Timpelbach ist ein französischer Kinderfilm von Nicolas Bary aus dem Jahr 2008. Das Drehbuch basiert auf dem Roman Timpetill. Die Stadt ohne Eltern (1937) von Henry Winterfeld.

## Handlung
Timpelbach ist ein kleiner, idyllischer Ort. Doch die Idylle wird durch die Streiche und das schlechte Benehmen der Kinder gegenüber den Erwachsenen getrübt. Die Eltern beschließen, den Kindern eine Lektion zu erteilen und das Dorf – vorgeblich für immer – zu verlassen. Doch unglücklicherweise werden sie im Wald von Soldaten festgenommen und kehren tatsächlich nicht zurück. Sie hängen nun von der Laune des gegnerischen Heerführers, gespielt von Gérard Depardieu, ab.
Die Kinder sind auf sich allein gestellt. Es bilden sich zwei Gruppen bzw. Banden, von denen eine von Oscar geführt wird. In dieser Gruppe gibt es Gewalt z. B. durch Verwüstung der Läden, Plünderung der Vorräte und exzessive Feste. Die andere Gruppe um Manfred und Wolfgang/Marianne handelt vernünftiger im Sinne der Eltern. Zwischen den Gruppen gibt es Konflikte, die in eine große Schlacht münden. Die Gruppe von Oscar wird in ein altes Bergwerk am Rande der Stadt verjagt. Dank der genialen Erfindungen von Manfred und Wolfgang kehrt wieder Ruhe im Dorf ein. Am Ende kommen die Eltern zurück und ihre Rückkehr wird mit Freude gefeiert.

## Produktion
Nach drei Kurzfilmen ist Les enfants de Timpelbach der erste Spielfilm des im Jahr 2008 26 Jahre alten Nicolas Bary. Der gleichaltrige Produzent Dimitri Rassam ist der Sohn von Carole Bouquet, die im Film mitspielte. In den Fußstapfen seines Vaters, dem 1985 verstorbenen Filmproduzenten Jean-Pierre Rassam realisierte Dimitri Rassam nun seinen eigenen ersten Spielfilm.
Vom Konzept her ähnelt die Geschichte William Goldings Roman Herr der Fliegen, der ebenfalls die Geschichte einer Gruppe von Kindern erzählt, die plötzlich ohne Erwachsene leben müssen. Im Gegensatz zu Goldings Roman gewinnt die „vernünftige“, demokratische Kindergruppe in Timpetill die Oberhand.
Der Film wurde von EURIMAGES mit 600.000 Euro gefördert.
Der Film wurde an folgenden Orten gedreht:
- Burg Beaufort in Befort (Luxemburg)
- Schloss Ansemburg in Ansemburg, einem Teilort von Tüntingen in Luxemburg
- Eyneburg in Belgien

Der Film kam in Frankreich und Belgien am 17. Dezember 2008 in die Kinos.